# Андрієвка (Ілішевський район)
Андрі́євка (рос. Андреевка, башк. Андреевка) — село у складі Ілішевського району Башкортостану, Росія. Адміністративний центр Андрієвської сільської ради.
Населення — 896 осіб (2010; 877 у 2002).
Національний склад:
- башкири — 46 %
- росіяни — 31 %